# Platysoma pictipenne
Platysoma pictipenne är en skalbaggsart som beskrevs av Lewis 1901. Platysoma pictipenne ingår i släktet Platysoma och familjen stumpbaggar. Inga underarter finns listade i Catalogue of Life.